# Fuat Asllani
Fuat Asllani (ur. 15 września 1897 w Bejrucie, zm. 27 maja 1981 w Elbasanie) – albański prawnik, polityk i dyplomata, w latach 1935-1936 minister spraw zagranicznych.

## Życiorys
Był synem urzędnika osmańskiego Bexhjeta, pracującego w Libanie. Uczył się w amerykańskiej szkole Robert College Stambule, a następnie dzięki austriackiemu stypendium studiował prawo w Wiedniu. W 1918 należał do grona założycieli studenckiego stowarzyszenia "Albania", działającego w Wiedniu, był także redaktorem pisma Djaleria. W 1923 ukończył studia prawnicze na Uniwersytecie Wiedeńskim i obronił pracę doktorską. Po powrocie do kraju pracował jako adwokat. W tym czasie związał się z młodzieżową organizacją Bashkimi (Jedność), którą kierował po śmierci Avni Rustemiego w 1924. Po upadku rządu Fana Nolego w grudniu 1924 wyemigrował z kraju. Mieszkał w Brindisi i Bari, skąd przeniósł się do Szwajcarii, gdzie wydawał pismo "Liria Kombetare" (Wolność narodowa). W 1926 przez Bari powrócił do kraju i podjął pracę adwokata, a następnie kierownika wydziału konsularnego w ministerstwie spraw zagranicznych. 
W 1929 rozpoczął pracę w albańskiej dyplomacji. Przebywał na placówkach w Sofii i Londynie, reprezentował Albanię na forum Ligi Narodów. W latach 1932–1933 kierował wydziałem w ministerstwie spraw zagranicznych. 21 października 1935 objął stanowisko ministra spraw zagranicznych w rządzie Mehdiego Frashëriego. Funkcję tę pełnił do 7 listopada 1936.
W okresie włoskiej okupacji Albanii zasiadał w pro-włoskiej Radzie Stanu. W 1946 stanął przed sądem wojskowym w Tiranie, który uwolnił go od zarzutu kolaboracji. W 1947 opuścił Tiranę i wraz z rodziną przeniósł się do Elbasanu. 3 maja 1951 został aresztowany przez funkcjonariuszy Sigurimi, a 5 stycznia 1952 stanął przed sądem wojskowym pod zarzutem prowadzenia wrogiej działalności propagandowej przeciwko państwu komunistycznemu. Został skazany na 5 lat więzienia i konfiskatę majątku. 3 maja 1956 opuścił więzienie i powrócił do zawodu adwokata, który wykonywał do 1967.